# Biología y orientación sexual
La relación entre la biología y la orientación sexual es objeto de investigación en el ámbito de la biología del desarrollo humano. No se ha encontrado una única causa que sea determinante de la orientación sexual, pero hay investigaciones que sugieren que esta es el resultado de una compleja combinación de influencias genéticas, hormonales y ambientales. Existen, por lo tanto, factores biológicos que predisponen pero que no resultan determinantes, dichos factores  son tanto de tipo genéticos como del ambiente intrauterino inicial.

## Estudios empíricos

### Estudios sobre gemelos
Varios estudios sobre gemelos han intentado aislar los factores biológicos que influyen la orientación sexual. Como describieron Bearman and Bruckner (2002), los primeros estudios se concentraron en pequeñas muestras seleccionadas, que mostraban una influencia genética muy fuerte, aunque han sido criticados por la selección poco representativa de sus sujetos. Estudios posteriores, realizados con muestras cada vez más representativas, mostraron mucha menor concordancia entre los gemelos monocigóticos (coloquialmente, los idénticos), aunque aparecía una tasa significativamente mayor entre los gemelos dicigóticos (los mellizos).
Por ejemplo un reciente estudio de Hershberger (2001) compara los resultados de ocho estudios distintos sobre gemelos. En el 75% de los casos, todos excepto en dos, los gemelos monocigóticos tenían mayor coincidencia en la orientación sexual que en los gemelos dicigóticos, sugiriendo una componente genética clara. Los dos ejemplos adicionales, Bailey y Pillard (1991) en un estudio sobre gemelos gais, encontraron que el 52% de los gemelos monocigóticos y el 22% de los dicigóticos eran ambos homosexuales. Además, Bailey, Dunne y Martin (2000) usaron el registro australiano de gemelos para obtener una muestra de 4.901 parejas. Se consideraron la atracción sexual, las fantasías, los comportamientos y el tipo de gemelos que formaban los voluntarios mediante un cuestionario rellenado por ellos mismos, y, cuando hubo dudas sobre el tipo de gemelos que eran, se determinó por un análisis de sangre. Se descubrió que los gemelos idénticos eran ambos homosexuales en un 30% de los casos.
Un estudio más reciente sobre gemelos adultos en Suecia (más de 7.600 gemelos) determinó que el comportamiento homosexual se explicaba tanto por los factores hereditarios, como por los factores ambientales específicos del individuo (tales como el ambiente prenatal, enfermedades y traumas experimentados, además de las experiencias sexuales y con el grupo de iguales), mientras que variables de las experiencias ambientales compartidas, como el ambiente familiar y las actitudes sociales, tenían una influencia menor, casi insignificante. Las mujeres mostraban una tendencia estadística débil o no significativo a los efectos hereditarios, mientras que los hombres no mostraban ningún efecto producido por ambiente familiar compartido. La utilización solamente de gemelos adultos en el estudio sueco fue motivo de crítica, por ser una posible fuente de sesgo en el resultado, por la participación de demasiados voluntarios.

En resumen, el ambiente compartido por los gemelos (incluyendo la actitud familiar y social) explicaban entre 0–17% de las elecciones de la pareja sexual, los factores genéticos entre el 18–39% y el ambiente individual 61–66%. El ambiente individual incluye por ejemplo las circunstancias durante el embarazo y el parto, los traumas psicológicos y psiquiátricos (accidentes, violencia y enfermedades), el grupo de compañeros y las experiencias sexuales. [...] En los hombres los efectos genéticos explicaban entre el .34–.39 de la varianza, el ambiente compartido el .00 y el ambiente individual .61–.66 de la varianza. Las estimaciones correspondientes a las mujeres fueron .18–.19 para los factores genéticos, .16–.17 para el ambiente compartido y el .64–.66 para el los factores de ambiente individual.

Un tema distinto es el reciente hallazgo de que incluso los gemelos idénticos son diferentes y que existe un mecanismo que podría explicar la homosexualidad no coincidente en gemelos idénticos. Gringas y Chen (2001) describen varios mecanismos que pueden originar diferencias entre los gemelos idénticos, los más relevantes son si comparten corion  y saco amniótico. Los gemelos dicoriónicos potencialmente tienen diferentes ambientes hormonales y reciben la sangre de la madre de diferentes placentas. Los gemelos monoamnióticos comparten el ambiente hormonal, pero pueden sufrir el síndrome de transfusión de gemelo a gemelo, por el que uno de los gemelos estaría repleto de sangre y el otro medio desangrado. Si uno de los gemelos recibe menos testosterona y el otro más, puede causar diferentes niveles de masculinización del cerebro.

#### Críticas
Los estudios sobre gemelos recibieron varias críticas, como el sesgo por autoelección derivado de que era más probable que los homosexuales con gemelos homosexuales se presentaran voluntarios para estos estudios. De todos modos, puede sacarse la conclusión, dadas las diferencias encontradas en tantos grupos de gemelos idénticos, que la orientación sexual no viene determinada únicamente por la genética.

### Estudios sobre ligamiento cromosómico
Los estudios sobre ligamiento de cromosomas en la orientación sexual han señalado la contribución de múltiples factores genéticos. En 1993 Dean Hamer y su equipo publicaron sus hallazgos en el análisis genéticos de una muestra de 76 hermanos gays y sus familias. Hamer et al. descubrieron que los varones gays tenían más tíos y primos gays en la rama materna de sus familias, que en la paterna. Se estudió a hermanos gays que tenían estos antecedentes familiares y se examinaron los ligamientos del cromosoma X, usando veintidós marcadores de este cromosoma en busca de alelos similares. En otro estudio sobre treinta y tres pares de gemelos se encontraron alelos similares en la sección distal de Xq28, con tasas significativamente más altas que el 50% esperado, para los hermanos no gemelos. Este hallazgo se difundió en la prensa con el apelativo (erróneo) de «el gen gay», causando bastante polémica. En 1998, Sanders y su equipo informaron de un estudio similar, el que se había encontrado que un 13% de los tíos de la rama materna de hermanos gais también eran homosexuales, en comparación con el 6% de la rama paterna.
Un trabajo posterior de Hu y su equipo repitió y refinó los primeros experimentos. Este estudio reveló que el 67% de los hermanos gais en una muestra abultada compartían un marcador en el cromosoma X, el Xq28. Aunque dos estudios más (Bailey et al., 1999; McKnight y Malcolm, 2000) no encontraron predominio de parientes gais en la rama materna de los varones homosexuales, un estudio de Rice et al. de 1999 no consiguió replicar los resultados del ligamento del Xq28. El metaanálisis de todos los datos sobre ligamiento disponibles indican una conexión significativa con el Xq28, pero además indican que deben estar presentes otros genes adicionales para explicar completamente la herencia de la orientación sexual. Un estudio más reciente sobre 894 heterosexuales y 694 varones homosexuales no encontró pruebas de ligamientos sexuales.
Mustanski et al. (2005) realizó en examen del genoma completo (no solo del cromosoma X) en individuos y familias estudiadas previamente por Hamer et al. (1993) y Hu et al. (1995), además de nuevos sujetos. Con un mayor grupo de muestra y un examen completo del genoma, el estudio encontró un ligamiento algo menor parar el Xq28 que el del estudio de Hamer et al. Pero encontraron otros marcadores con una probabilidad justo por debajo de un resultado significativo en el 7q36 y una probabilidad con un resultados aproximándose a ser significativo en 8p12 y 10q26. Curiosamente, 10q26 mostraba mayores tasas de significación de carga maternal, lo que apoyaría los estudios de familia anteriores.
En 2014 Sanders publica un estudio con 908 individuos, el de mayor tamaño de muestra hasta el momento, en el que concluye la existencia de genes que influyen en la orientación sexual del varón localizados en el cromosoma 8 y en el Xq28.

### Estudios epigenéticos
Un estudio sugiere un vínculo entre la estructura genética de la madre y la homosexualidad de sus hijos varones. Las mujeres tienen dos cromosomas X, uno de los cuales está desactivado. La inactividad del cromosoma X sucede al azar durante el periodo embrionario, por lo que las células forman un mosaico respecto a qué cromosoma está activo. Pero en cambio, en algunos casos, la desactivación puede ocurrir de una forma no azarosa. Bocklandt et al. (2006) registraron que en las madres de los varones homosexuales, el porcentaje de inactivación asimétrica extrema del cromosoma X era significativamente más alta que en las que no tenían hijos gais. El 13% de las madres con un hijo gay y el 23% de las madres con dos hijos gais mostraban inactivación asimétrica extrema, en comparación con el 4% de las madres sin hijos gais.

### Orden de nacimiento
Blanchard y Klassen (1997) publicaron un estudio que decía que se incrementaba un 33% la probabilidad de un varón de ser gay por cada hermano mayor varón que tenga. Hasta ahora este factor es una de las variables epidemiológicas más fiables identificadas en los estudios sobre la orientación sexual. Para explicar este hallazgo se han propuesto hipótesis como que los fetos masculinos provocan una reacción inmunológica en la madre, que se hace cada vez más fuerte en los siguientes embarazos de fetos masculinos. Los fetos varones producen antígenos HY, que casi con certeza están involucrados en la diferenciación sexual de los vertebrados. Se supone que la madre produciría anticuerpos para reaccionar contra este antígeno y su cuerpo lo recordaría, produciéndose cada vez un ataque más fuerte en los siguientes embarazos de varones, por lo que el antígeno H-Y iría perdiendo su capacidad para realizar su función de masculinizar el cerebro del feto. Sin embargo, la teoría ha sido criticada porque los síntomas que deberían ser típicos de este mecanismo son raros en comparación con la prevalencia de la homosexualidad.

### Fertilidad femenina
En 2004, investigadores italianos realizaron un estudio sobre 4600 personas que eran parientes de 98 hombres homosexuales y 100 heterosexuales. Las parientes femeninas de los hombres homosexuales tendían a tener más descendencia que las parientes de los hombres heterosexuales. Además, las parientes femeninas por la rama materna de los homosexuales tendían a tener mayor descendencia que las de la rama paterna. Los investigadores concluyeron que habría material genético que se heredaba en el cromosoma X que producía mayor fertilidad en las madres y homosexualidad en sus hijos varones. Este descubrimiento explicaría alrededor del 20% de los casos del estudio, indicando que es un factor significativo en un grado bastante alto, pero que no es el único para la determinación de la orientación sexual.

### Estudios sobre feromonas
Estudios realizados en Suecia sugieren que los hombres gais y heterosexuales reaccionan de forma diferente ante olores que se cree están relacionados con la excitación sexual. La investigación mostró que tanto en las mujeres heterosexuales (se incluyeron a las lesbianas en el estudio, pero sus resultados resultaron un tanto confusos) como en los hombres homosexuales se activaba una región del hipotálamo cuando eran expuestos a derivados de la testosterona encontrados en el sudor masculino. Los hombres heterosexuales en cambio tenían una respuesta similar al oler un compuesto similar a los estrógenos encontrado en la orina de las mujeres. La conclusión es que tanto la atracción heterosexual como la homosexual operan de forma similar a nivel biológico. Los investigadores sugieren que el estudio debería ser ampliado evaluando sujetos jóvenes para ver si existen respuestas similares en el hipotálamo y si se corresponden con los datos sobre la orientación sexual adulta.

### Estudios de la estructura del cerebro
Se ha registrado que varias partes del cerebro presentan diferencias entre hombres y mujeres. También se han registrado diferencias de la estructura del cerebro según la orientación sexual. En 1990 Swaab y Hofman encontraron diferencias de tamaño del núcleo supraquiasmático entre los hombres homosexuales y heterosexuales. En 1992 Allen y Gorski informaron sobre una diferencia de tamaño relacionada con la orientación sexual de la comisura anterior.
También realizó estudios de este tipo Simon LeVay. LeVay estudió cuatro tipos de neuronas del hipotálamo, denominadas INAH1, INAH2, INAH3 y INAH4. Esta es una zona relevante del cerebro, porque se ha demostrado en animales que desempeña un papel en la regulación del comportamiento sexual y porque anteriormente se demostró que las INAH2 y INAH3 tenían diferente tamaño en hombres y mujeres. Se obtuvo los cerebros de 41 pacientes hospitalarios fallecidos. Los sujetos estudiados formaban parte de los siguientes grupos: 19 hombres gais fallecidos por el sida, 16 hombres supuestamente heterosexuales (6 de los cuales también murieron de sida), 6 mujeres presuntamente heterosexuales (una de ellas muerta por sida). Los pacientes de sida del grupo heterosexual constaba en los informes médicos que eran consumidores de drogas intravenosas o habían recibido transfusiones de sangre, aunque solamente dos hombres de este grupo habían negado específicamente haber mantenido relaciones homosexuales. Los informes de los demás sujetos asignados como heterosexuales no contenían información sobre su orientación sexual y se les supuso la orientación heterosexual por la proporción mayoritaria de esta en la población masculina. LeVay no encontró pruebas de diferencias de tamaño de las INAH1, INAH2 o INAH4. Aunque el grupo INAH3 parecía ser el doble de tamaño en los varones heterosexuales que en el de los varones homosexuales que sería de un tamaño similar al INAH3 del cerebro de las mujeres heterosexuales. El estudio fue criticado porque todos los sujetos homosexuales habían fallecido de sida y las diferencias podían deberse a la enfermedad.
William Byne y sus equipo intentaron conseguir los mismos resultados en los tamaños de las INAH 1–4 usando diferentes muestras de cerebros, de 14 varones homosexuales VIH positivos, 14 presuntos heterosexuales (10 VIH-positivos) y 34 mujeres presuntamente heterosexuales (9 VIH-positivas). Encontraron diferencias de tamaño significativas en las INAH3 entre hombres y mujeres. El tamaño de las INAH3 de los varones homosexuales parecía ligeramente menor que la de los heterosexuales pero mayor que la de las mujeres heterosexuales, aunque ninguna de ambas diferencias tenía significancia estadística.
Byne y sus colegas además pesaron y contaron el número de neuronas INAH3, lo que no había sido realizado por LeVay. Los resultados para los pesos de las INAH3 fueron similares que las encontradas con los tamaños, el peso de las INAH3 de los cerebros de los varones heterosexuales eran significativamente mayores que las de los cerebros de las mujeres, y los resultados para el grupo de los varones homosexuales quedaban entre ambos grupos pero sin ser significativos. El recuento de neuronas INAH3 también encontró diferencias entre hombres y mujeres, pero no encontró una tendencia relacionada con la orientación sexual.
Un estudio de 2010 afirma que: «El cerebro del feto se desarrolla durante el periodo intrauterino de forma masculina debido a la acción directa de la testosterona sobre las células nerviosas en desarrollo, o de forma femenina por la ausencia de esta acción hormonal. De esta forma nuestra identidad de género (la convicción de pertenecer al género masculino o femenino) y la orientación sexual se programa y organiza en la estructura de nuestro cerebro cuando todavía estamos en el útero. No hay indicios de que el ambiente social tras el nacimiento tengan efectos sobre la identidad de género o la orientación sexual.»

## Teorías biológicas de la etiología de la orientación sexual

### Hipótesis sobre la fijación temprana
Las hipótesis de fijación temprana incluyen las investigaciones sobre el desarrollo prenatal y los factores ambientales que controlan la masculinización del cerebro. Los estudios concluyen que hay algunas pruebas que apoyan esta hipótesis, que justifica las diferencias observadas entre la estructura y el proceso cognitivo entre los varones homosexuales y heterosexuales. Una explicación para estas diferencias es la exposición a diferentes niveles hormonales durante el embarazo que pudieran bloquear o exacerbar la masculinización del cerebro de los varones homosexuales. Se cree que la concentración de estos compuestos químicos estarían influidos por los sistemas inmunes del feto y de la madre, el consumo de ciertas drogas por la madre, el estrés en las madres o la inyección directa. Estas hipótesis están relacionadas con el Efecto del orden de nacimiento de los hermanos.

### Lo exótico es erótico
Daryl Bem, un psicólogo social de la Universidad Cornell, ha teorizado que la influencia de los factores biológicos en la orientación sexual podría estar influida por las experiencias en la infancia. El temperamento de un niño lo predispone a preferir ciertas actividades a las demás. Por su temperamento, que está influenciado por factores biológicos tales como los genes, algunos niños se sentirán atraídos por actividades que generalmente divierten a los demás niños de su mismo género. Otros preferirán las actividades típicas del otro género. Así, los niños con las preferencias estándar se sentirán diferentes de los niños del género opuesto, mientras que los niños que prefieran las actividades del género opuesto se sentirán diferentes de los de su propio género. Según Bem, este sentimiento de diferencia provocará atracción física cuando estos niños estén cerca de los miembros del género de los que se consideran diferentes. Bem teoriza que la atracción física se transformará más tarde en atracción sexual. Los niños se sentirán atraídos sexualmente por aquellos que consideran diferentes (exóticos), por ello esta teoría se denomina Lo exótico se vuelve erótico.
Esta teoría se basa en parte en que la mayoría de los gais y las lesbianas afirman haber sido niños con preferencias distintas. El metaanálisis de 48 estudios muestra que esta inadecuación de preferencias del niño con su género es una forma de predicción de la orientación sexual de hombres y mujeres. Catorce estudios publicados desde el de Bailey y Zucker de 1995 también muestran los mismos resultado. En un estudio realizado por el Kinsey entre unos 1000 gais y lesbianas (y un grupo de control de 500 hombres y mujeres heterosexuales), el 63% de los gais y lesbianas informaron no haberse ajustado a las preferencias comunes de su género en la infancia, comparado con el 10–15% de los hombres y mujeres heterosexuales que no se ajustaban. Existen 6 estudios de seguimiento de niños que a la edad de 7 años presentaban comportamientos propios del sexo opuesto, conservándolos durante su adolescencia hasta la edad adulta. La mayoría de estos niños (63%) se convirtieron en adultos homosexuales o bisexuales. Hay muy pocos estudios de seguimiento de niñas con preferencias del género opuesto. En un grupo de dieciocho niñas con comportamientos masculinos (a los nueve años), todas presentaron orientación homosexual en la adolescencia y ocho de ellas iniciaron el proceso de resignación de sexo.
William Reiner, un psiquiatra y urólogo de la universidad de Oklahoma ha evaluado más de cien casos de niños nacidos con desórdenes de diferenciación sexual. En las décadas de 1960 y 1970 era común en los países desarrollados prescribir la castración de los niños que nacieran con micropene y que se criaran como niñas. Esta práctica ha sido muy criticada porque, aunque estos niños fueran criados como niñas, casi todos al convertirse en adultos se sintieron atraídos por las mujeres. Esto indica que la orientación sexual está determinada ya en el nacimiento.

### Hipótesis patológica de la homosexualidad
La hipótesis sobre el origen patológico de la homosexualidad, también denominada la «hipótesis del germen gay», sugiere que la homosexualidad podría estar causada por un agente infeccioso. Esta hipótesis especulativa fue propuesta por Gregory Cochran y Paul Ewald como parte de un gran proyecto que defendía la teoría microbiana de la enfermedad para varias enfermedades. Argumentaron que, debido al reducido número de hijos que tienen los gays y las lesbianas, la evolución hubiera seleccionado en contra tal inclinación. Hicieron una analogía con las enfermedades que causaban alteraciones en la estructura del cerebro y el comportamiento, como la narcolepsia, que se suponía era desencadenada por una infección vírica. Cochran además argumentó que la predominancia de la homosexualidad en áreas urbanas indicaría que una infección causaría la homosexualidad. Concluyeron que es una «hipótesis factible... ni más ni menos». Después de que fuera rechazada la publicación de esta teoría en las revistas científicas revisadas por pares, la idea apareció en la prensa. La teoría fue muy criticada por su falta de base científica y la ligereza con la que se había hecho pública. Un boletín de la Asociación filosófica americana del año siguiente afirmaba lo siguiente:

A pesar de tener cierto grado de posibilidad lógica, hay muy poco que decir en favor de esta opinión. Se centra en la reducida tasa de reproducción de los hombres y mujeres homosexuales, ignorando otros mecanismos por medio de los cuales los rasgos genéticos permanecen durante generaciones. Más importante es que la explicación se ofrece sin absolutamente ninguna prueba de qué tipo de microbio podría causarlo o como provocaría el interés homosexual. Las revistas científicas revisadas por pares rechazaron esta teoría, sin embargo encontró un cauce en las páginas de la prensa... la facilidad con que las teorías sobre la homosexualidad se filtran a la discusión pública despierta importantes cuestiones éticas acerca del modo en que los investigadores deben comunicar sus diversas teorías al público. Dado que una teoría infundada sobre la homosexualidad puede causar más daño que bien, los investigadores deberían subir el listón al considerar la revisión que proponen sobre su origen.

En un artículo en la revista Out, el investigador del cerebro William Byne afirmó «Cochran y Ewald son culpables de patologizar la homosexualidad», En el mismo artículo el profesor de psicología J. Michael Bailey propone que la teoría del germen no significa necesariamente que la homosexualidad sea una enfermedad, pero reconoce que su creencia podría ser usado políticamente por los homófobos.

### Orientación sexual y evolución
Las prácticas sexuales que reducen significativamente la frecuencia de coito heterosexual suponen la reducción de oportunidades de reproducción efectiva y, por esta razón, podrían parecer una adaptación negativa en el contexto evolutivo del modelo darwiniano simple de selección natural, suponiendo siempre que la homosexualidad reduce esta frecuencia. Varias teorías han intentado explicar la contradicción de la persistencia de la homosexualidad a lo largo del tiempo.
Algunos investigadores han sugerido que la homosexualidad sería adaptativa de una forma no obvia. De forma análoga al alelo (una versión particular de un gen) que causa la anemia de células falciformes: cuando está presente por duplicado confiere resistencia contra la malaria, cuando solo hay una copia del gen causa solo una forma leve de anemia (esto se denomina ventaja heterocigota).
La hipótesis denominada del «tío gay» propone que la gente que no tiene hijos propios puede de todas formas contribuir a la prevalencia de los genes de su familia en futuras generaciones proporcionando recursos (comida, supervisión, defensa, protección, etc.) a la descendencia de sus parientes cercanos. Esta hipótesis es una extensión de la teoría de selección familiar. La selección familiar se desarrolló originalmente para explicar la pervivencia de los comportamientos altruistas en los grupos, que aparentemente perjudicaban a los individuos altruistas, en a favor de los egoístas. El concepto inicial fue sugerido por J.B.S. Haldane en 1932 y posteriormente desarrollado por muchos otros investigadores como John Maynard Smith, W. D. Hamilton y Mary Jane West-Eberhard. Este concepto además explica el éxito de los insectos sociales en cuyos grupos la mayoría de los individuos no se reproducen.
Brendan Zietsch del Instituto de investigación médica de Queensland propone una teoría alternativa, que consiste en que los hombres que muestran rasgos femeninos resultan más atractivos para las mujeres y por eso aumenta la probabilidad de apareamiento de estos, por lo que los genes que los proporcionan no implican un total rechazo de la heterosexualidad.
Los autores de un estudio de 2008 afirmaron que «hay pruebas considerables de que la orientación sexual humana esta influenciada genéticamente, así que no se sabe como la homosexualidad, que tiende a reducir el éxito reproductivo, se mantiene en la población con una frecuencia relativamente alta.» Teorizan que, «mientras que los genes que predisponen a la homosexualidad reducen el éxito reproductivo de los homosexuales, les conferirían alguna ventaja a los heterosexuales que los posean» y sugieren en sus resultados que «los genes que predisponen a la homosexualidad pueden conferir una ventaja en el emparejamiento a los heterosexuales, que explicaría la evolución y la persistencia de la homosexualidad en la población.»
Aparecieron importantes evidencias de un posible mecanismo para la evolución de los «genes homosexuales» en un trabajo de Camperio y Ciani. Encontraron en dos grandes estudios independientes que los parientes femeninos de los varones homosexuales tenían la tendencia de tener más descendencia que las de los varones heterosexuales. Además, los parientes femeninos de los hombres homosexuales por el lado materno tendían a tener mayor descendencia que las del lado paterno. Esto indica que las mujeres que poseen algún gen del complejo que produce la homosexualidad masculina son más fecundas que las que carecen de dichos genes, lo que podría compensar el descenso de la fertilidad de los varones que los poseyeran. Este fenómeno se conoce como «antagonismo sexual» y se han documentado ampliamente rasgos que benefician a un sexo y perjudican al otro. Esto proporciona un modelo sólido de como los genes gays podrían haber perdurado en el transcurso de la evolución.

## Diferencias biológicas de los gays y las lesbianas

### Fisiológicas
Algunos estudios han encontrado correlación entre el físico de las personas y su orientación sexual. Estos estudios muestran que:
- Los hombres gais poseen, en promedio, penes ligeramente más largos y gruesos que los hombres heterosexuales.[49]
- Los hombres gais las mujeres heterosexuales tienen, en promedio, los hemisferios cerebrales más proporcionados. Las lesbianas y los hombres heterosexuales presentan, de media, el hemisferio izquierdo más grande.[50]
- El núcleo VIP SCN del hipotálamo es más grande en los hombres que en las mujeres, y mayor en los hombres gais que en los heterosexuales.[51]
- El tamaño medio del núcleo INAH-3 del cerebro de los gais es aproximadamente del mismo tamaño que el de las mujeres, que es significativamente menor y con células más densamente empaquetadas que el del cerebro de los hombres heterosexuales.[29]
- La comisura anterior es mayor en las mujeres que en los hombres y se ha registrado que es mayor en los hombres gais que en los hombres heterosexuales,[28] pero un estudio posterior no encontró tal diferencia.[52]
- El cerebro de los hombres gais responde de forma diferente a la fluoxetina, un inhibidor de la recaptación de serotonina.[53]
- El funcionamiento del oído interno y del sistema central de audición en lesbianas y mujeres bisexuales se parece más al funcionamiento de los hombres que al de las mujeres heterosexuales (los investigadores piensan que esto está de acuerdo con la teoría hormonal prenatal sobre la orientación sexual).[54]
- El núcleo supraquiasmático es mayor en los hombres gais que en los heterosexuales, según el estudio de Swaab y Hopffman.[55] Además este núcleo es mayor en los hombres que en las mujeres.[56]
- La reacción al sobresalto (el parpadeo tras un sonido alto) está igualmente masculinizado en las lesbianas y las mujeres bisexuales.[57]
- Las personas homosexuales y heterosexuales emiten diferentes olores axilares.[58]
- Los cerebros de las personas homosexuales y heterosexuales responden de forma diferente a dos feromonas sexuales humanas (la AND, que se encuentra en la secreción axilar, y la EST, encontrada en la orina femenina).[25][59][60]
- Una región cerebral (la amígdala) es más activa en los hombres gais que en los heterosexuales cuando se expone a material que excita sexualmente.[61]
- La diferencia media de la longitud del dedo índice y el anular puede ser dispar entre las mujeres heterosexuales y las lesbianas.[54][62][63][64][65][66]
- Es más probable que los gais y las lesbianas sean zurdos que los heterosexuales.[67][68][69] Simon LeVay afirma que debido a que «la preferencia por una mano es observable antes del nacimiento,[70] la observación de un aumento de la zurdera en personas gais es consistente con la idea de que la orientación sexual está influenciada por un proceso prenatal», quizás hereditario.[29]
- Un estudio realizado con 50 hombres gay halló que un 23% tenía el remolino del pelo en el sentido opuesto a las agujas del reloj, en vez del 8% que se observa en la población general. Esto puede estar correlacionado con ser zurdo.[71]
- Los hombres gay tienen mayor densidad de surcos en las huellas digitales en los dedos pulgares y meñiques izquierdos.[71]
- El largo de los miembros y las manos comparado con su altura en los hombres gay es menor que en la población general, pero solo en hombres blancos.[71]

### Cognitivas
Hay estudios que sugieren que existe una sutil diferencia en la forma de procesar determinada información entre las personas homosexuales y las heterosexuales:
- Los hombres gays y las lesbianas tienen mayor fluidez verbal que los individuos de su mismo sexo heterosexuales[72][73][74][75] (aunque hay dos estudios que no respaldan este resultado).[76][77]
- Los varones gais consiguen mayores puntuaciones en los tests de memoria de localización de objetos (no hay diferencias entre las lesbianas y las mujeres heterosexuales).[78]